# Somitomer
Als Somitomere werden in der Embryologie lose Zellansammlungen des paraxialen Mesoderms bezeichnet, die elektronenmikroskopisch unterscheidbar als metamere Segmentationen während der embryonalen Entwicklung von Wirbeltieren aufgefasst werden, im Kopfbereich auch ohne die für Somiten typischen Absetzungen im Oberflächenepithel.
Sie treten etwa Mitte der dritten Entwicklungswoche als paarige Mesenchymsegmente beidseits längs des Neuralrohres auf, von kranial nach kaudal speziesabhängig bis zu 50 Segmente. Während beim Menschen die ersten sieben Somitomerenpaare – die keine Somiten bilden – unter anderem Mesoblasten der Schlundbögen stellen und zu äußeren Augenmuskeln, Gesichts- und Kaumuskulatur beitragen, entstehen aus den weiteren zunächst 42–44 Somitenpaare, ab dem 25. Tag etwa 3–4 täglich. Beim Menschen werden anschließend mehrere kaudale wieder zurückgebildet, sodass schließlich 35–37 verbleiben.
Zur Existenz, Entstehung und Bedeutung der Somitomere bzw. ihrer Abgrenzung gegenüber Somiten gibt es noch kontroverse wissenschaftliche Diskussionen.